# La Parfaite Lumière
La Parfaite Lumière est le nom du deuxième tome du roman japonais Musashi d'Eiji Yoshikawa relatant d'une façon largement romancée la vie du samouraï Miyamoto Musashi, un célèbre escrimeur.